# 티에프이
티에프이(TFE Co., Ltd.)는 대한민국의 반도체 검사 장비 기업이다. 본사는 경기도 화성시 반월동 320-3에 위치해 있으며 대표이사는 문성주이다.

## 상장
2022년 11월 17일에 주관사를 IBK투자증권으로 공모가 10,500원(희망 공모가 밴드 9,000원~1만 500원)에 코스닥 시장에 상장하였다.

## 참고문헌
1. ↑  티에프이, 차세대 DRAM 테스터 개발 중...내년 양산 목표, 뉴스핌, 2023년 9월 13일
2. ↑  문성주 티에프이 대표 “2025년까지 비메모리 비중 50%까지 늘릴 것”, 디일렉, 2022년 11월 3일
3. ↑  차세대 반도체 테스터 개발 기대감에 '티에프이' 순매수 1위, 서울경제, 2023년 11월 8일